# Helena Elis
Helena Elis, é uma cantora e compositora brasileira.

## Carreira
Iniciou a carreira ao som de Luiz Gonzaga aos quatro anos influenciada pelo pai..
Cantora, Violonista e
Compositora Paulistana, integrante da nova safra da MPB. Dentre suas
composições, tornou-se mais conhecida pela canção “Lugares Proibidos”, que
virou hit em 2007 na programação das rádios de MPB adulta e fora regravada por
grupos de pagode e bandas de forró.
Entre 2008/2009, em
outra releitura do grupo de Samba Doce Encontro, 'alcançou o 3º lugar nas
paradas musicais das rádios do Brasil.
Realizou diversos shows pelo Brasil  conquistando públicos e críticos,
Hoje, cada vez mais se
aprimorando em suas construções musicais, fato que ela atribui à Universidade
de Letras, e com um perfil de show completamente autoral e
álbuns produzidos por grandes produtores como Humberto Lima, Ivan Teixeira
e Daniel Pereira. Helena Elis pontua sensualidade e romantismo, em seu CD
"Voz" (2011), o 6º trabalho autoral de sua carreira, porém pela
primeira vez, fez parcerias de composição com importantes nomes do meio
artístico e literário, como o jornalista, locutor  e escritor Paulo Galvão
do livro O Bilhete Premiado, adotado este ano pela Secretaria de educação
estadual; a  escritora Rose Carreira, de quem musicou o poema Voz do
intrigante livro Timidez Poética o qual virou o tema do CD; e o produtor
cultural Ton Teshima, com  "Você Dentro De Mim", cujo conteúdo é
levemente erótico e leva a plateia a um divertido delírio. As faixas “Não é
Assim” e “Primeiras Intenções” vem ganhando cada vez mais espaços em rádios
adultas e surpreendentemente nas rádios mais populares do Brasil.
Helena tem uma maneira
muito especial e sofisticada de interpretar a musica popular brasileira.
Por isso em 2014 esta
estreando um novo show chamado "Todas as Canções" onde ela rele os
grandes clássicos da música popular brasileira e entremeia algumas de suas
canções.

## Discografia
- 2000 - ETC Brasil
- 2002 - Lugares Proibidos
- 2005 - A mais pedidas de minha noite
- 2006 - Alma Feminina
- 2008 - Tudo tem Dois lados
- 2010 - Os Maiores Sucessos de Helena Elis
- 2011 - Voz

Coletâneas
- Coletânea Nova Brasil FM

Ao Vivo
- DVD as novas divas do Brasil